# ARitmar

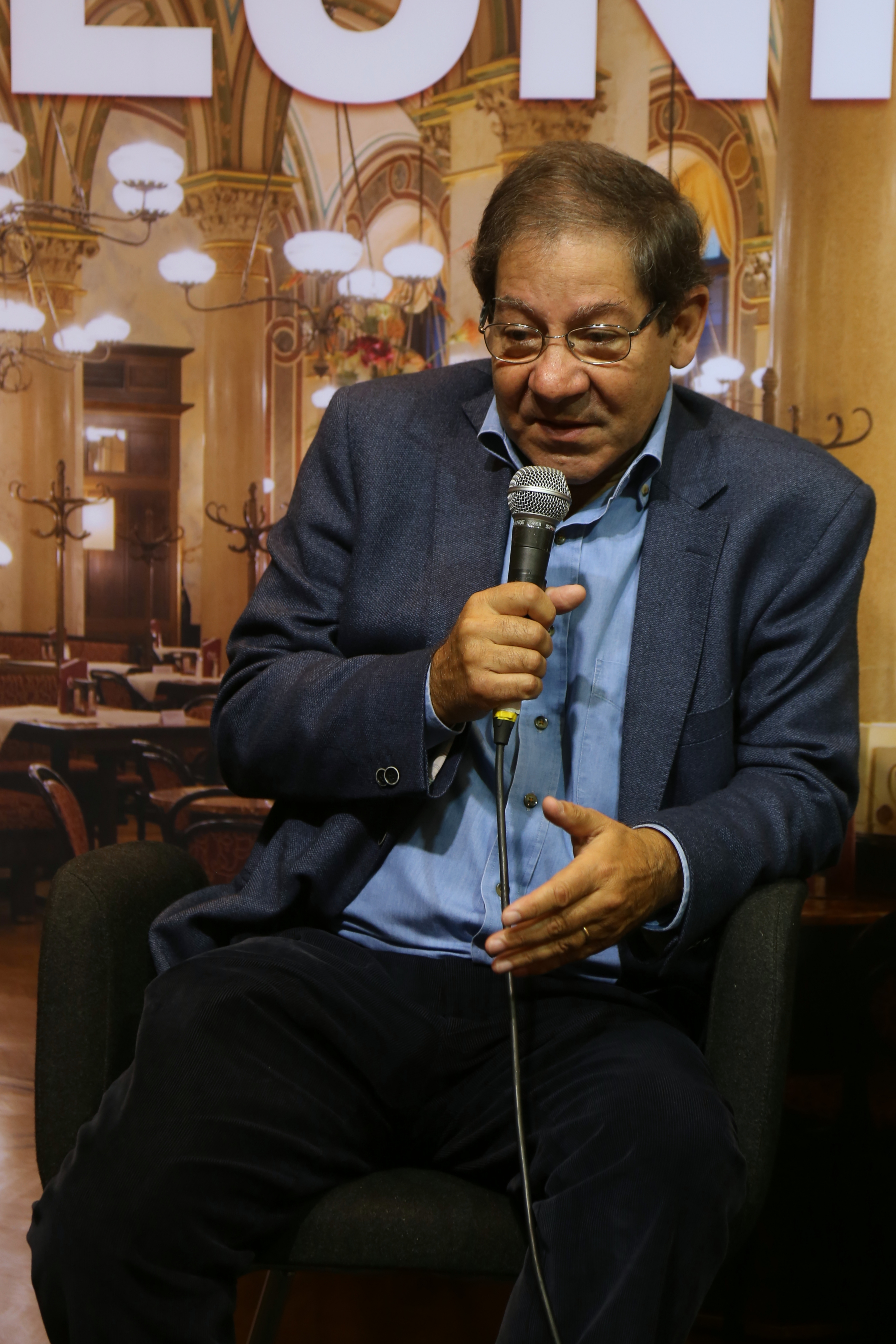
Nuno Júdice, premiado em 2016

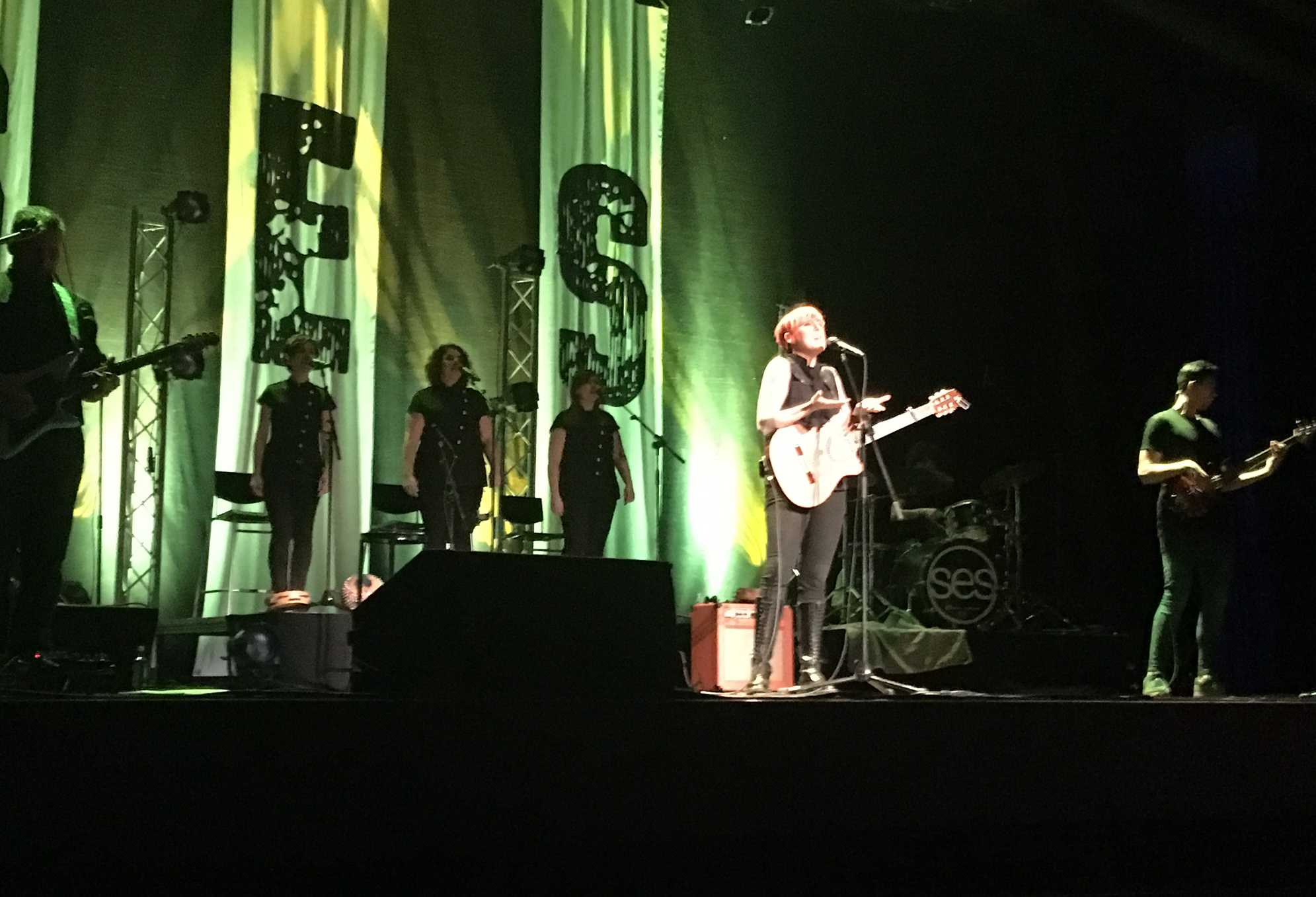
Ses, premiada em 2016 e 2017

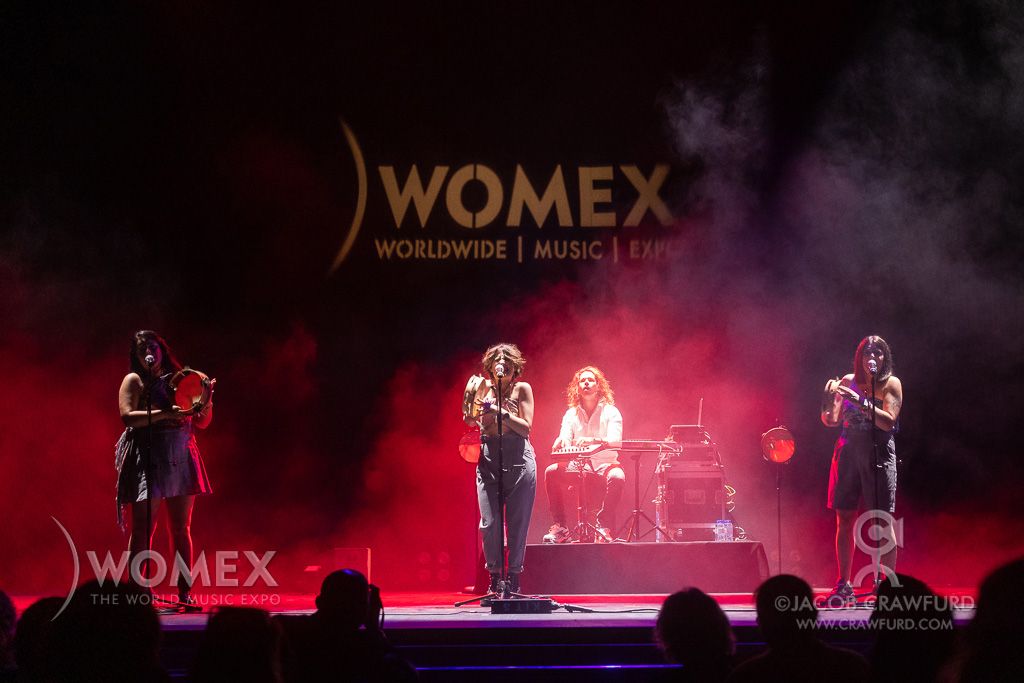
Tanxugueiras, premiadas em 2019

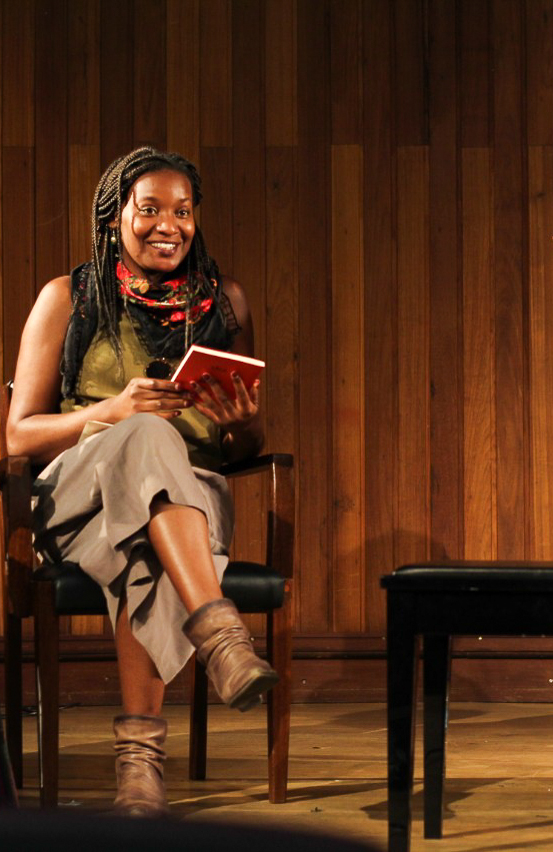
Raquel Lima, premiada em 2019

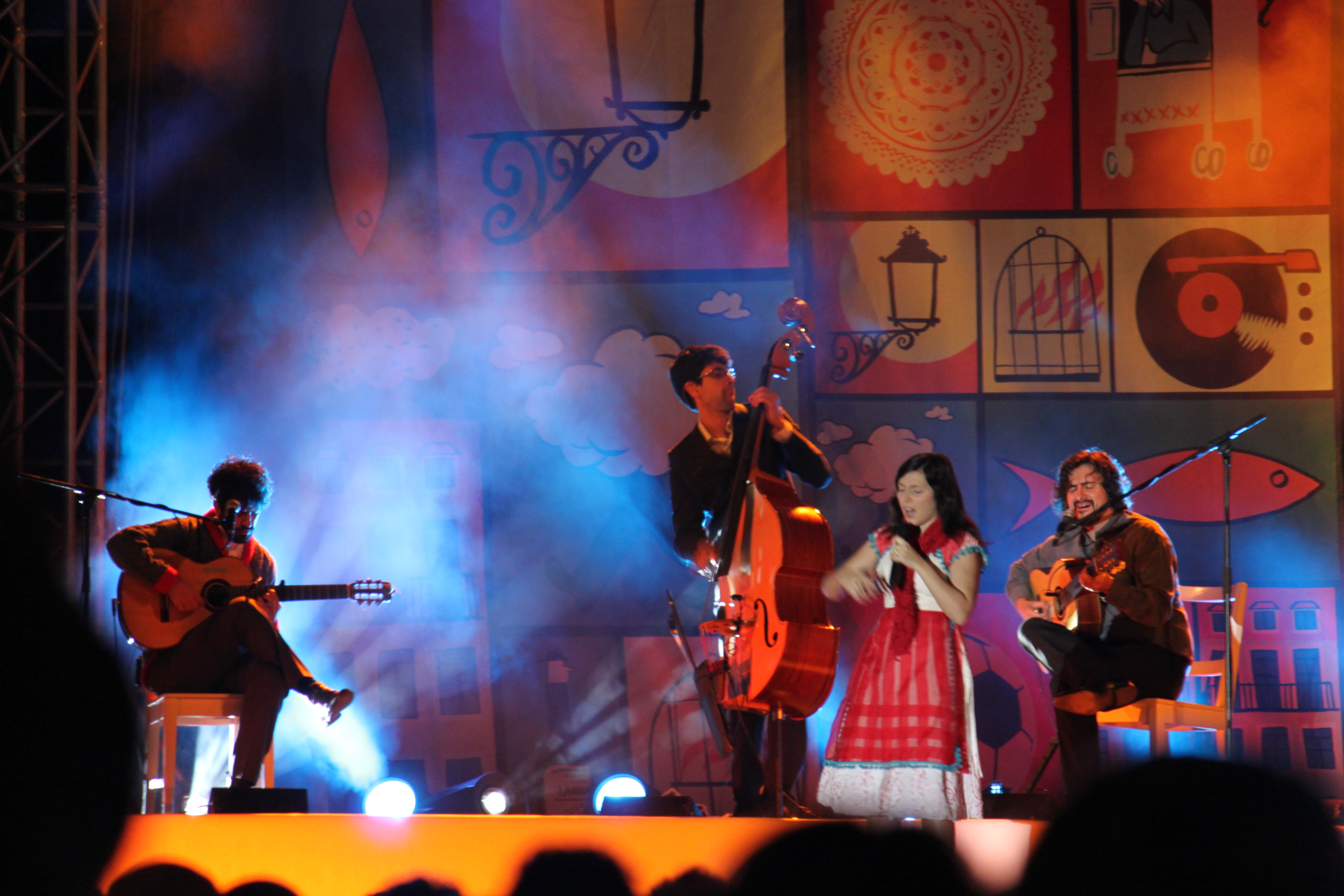
Deolinda, premiados em 2017

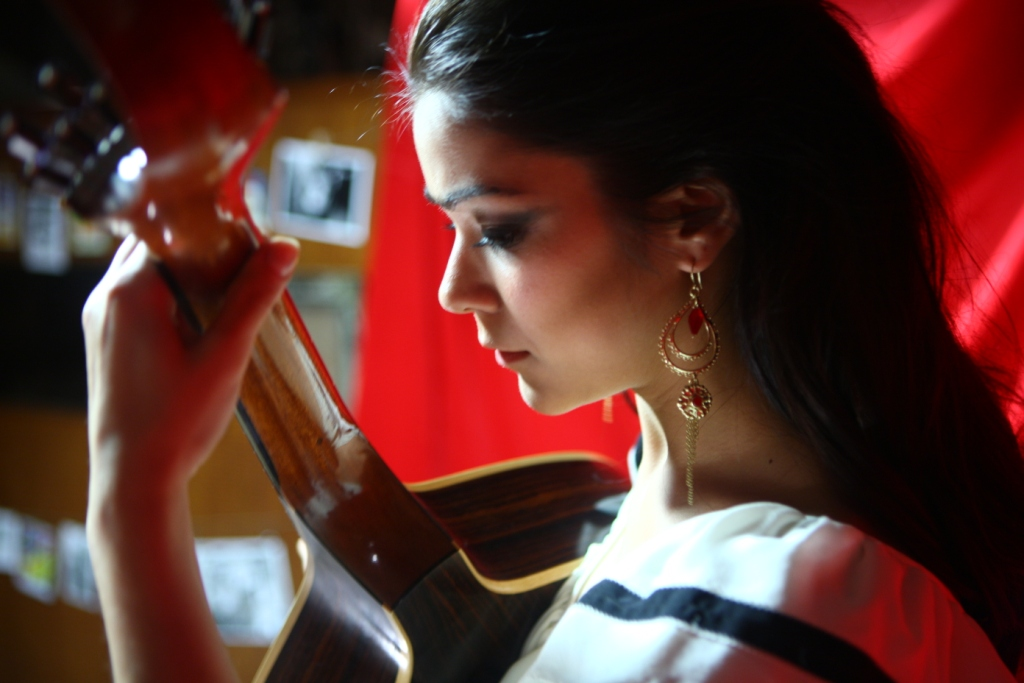
Raquel Tavares, premiada em 2017

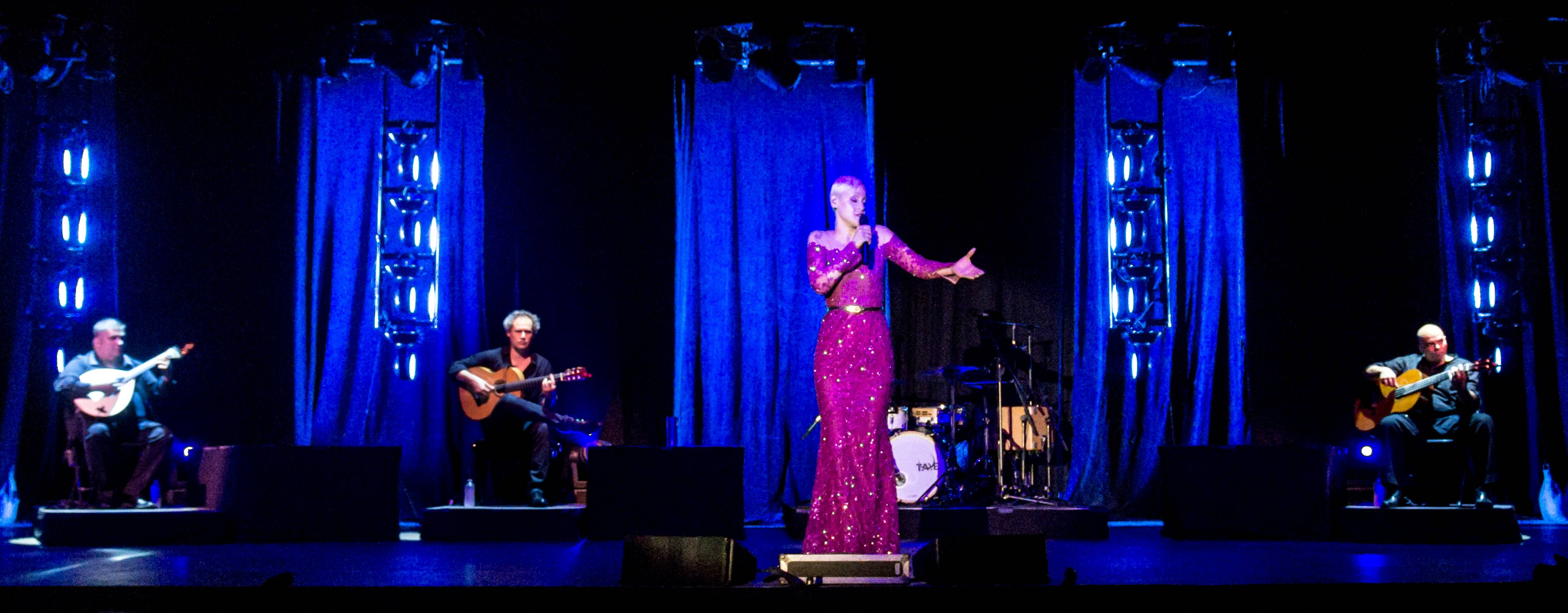
Mariza, premiada em 2019

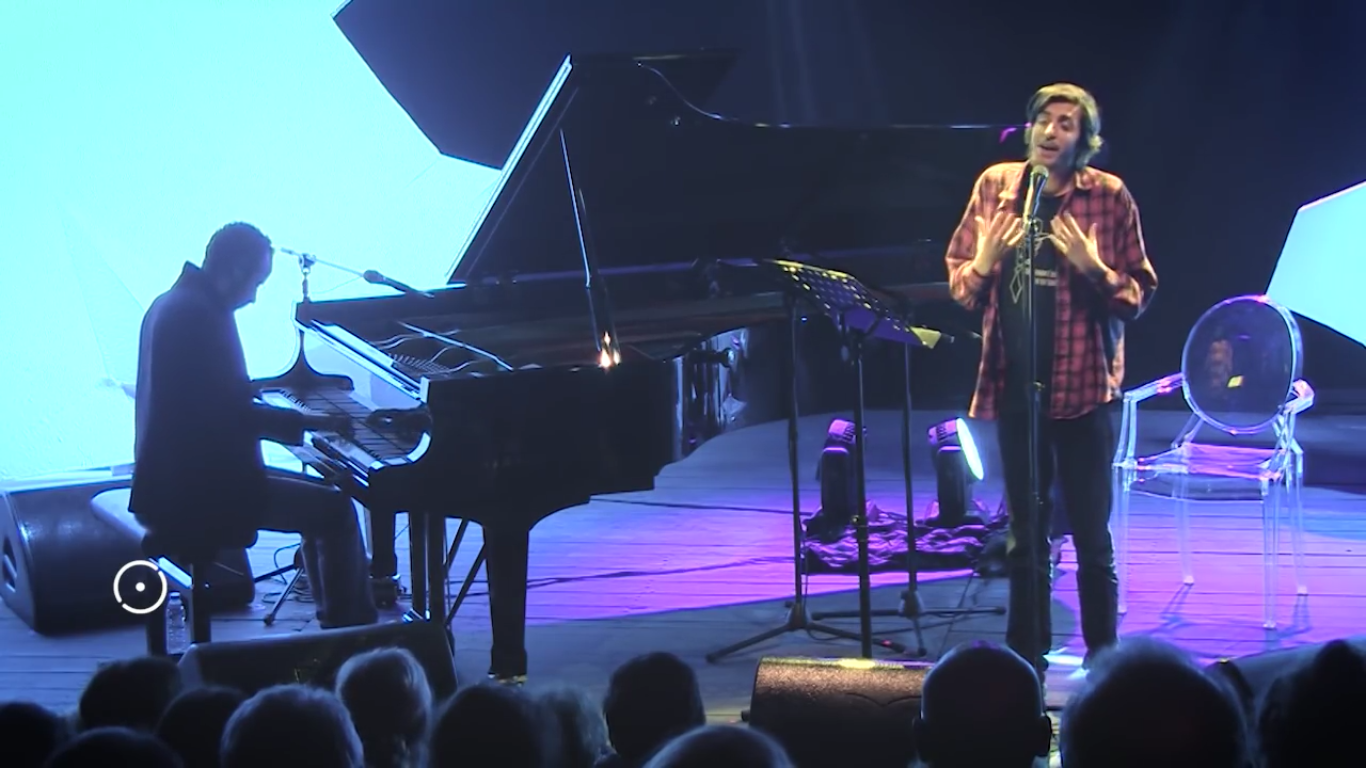
Salvador Sobral, premiado em 2018 com a sua irmã Luisa

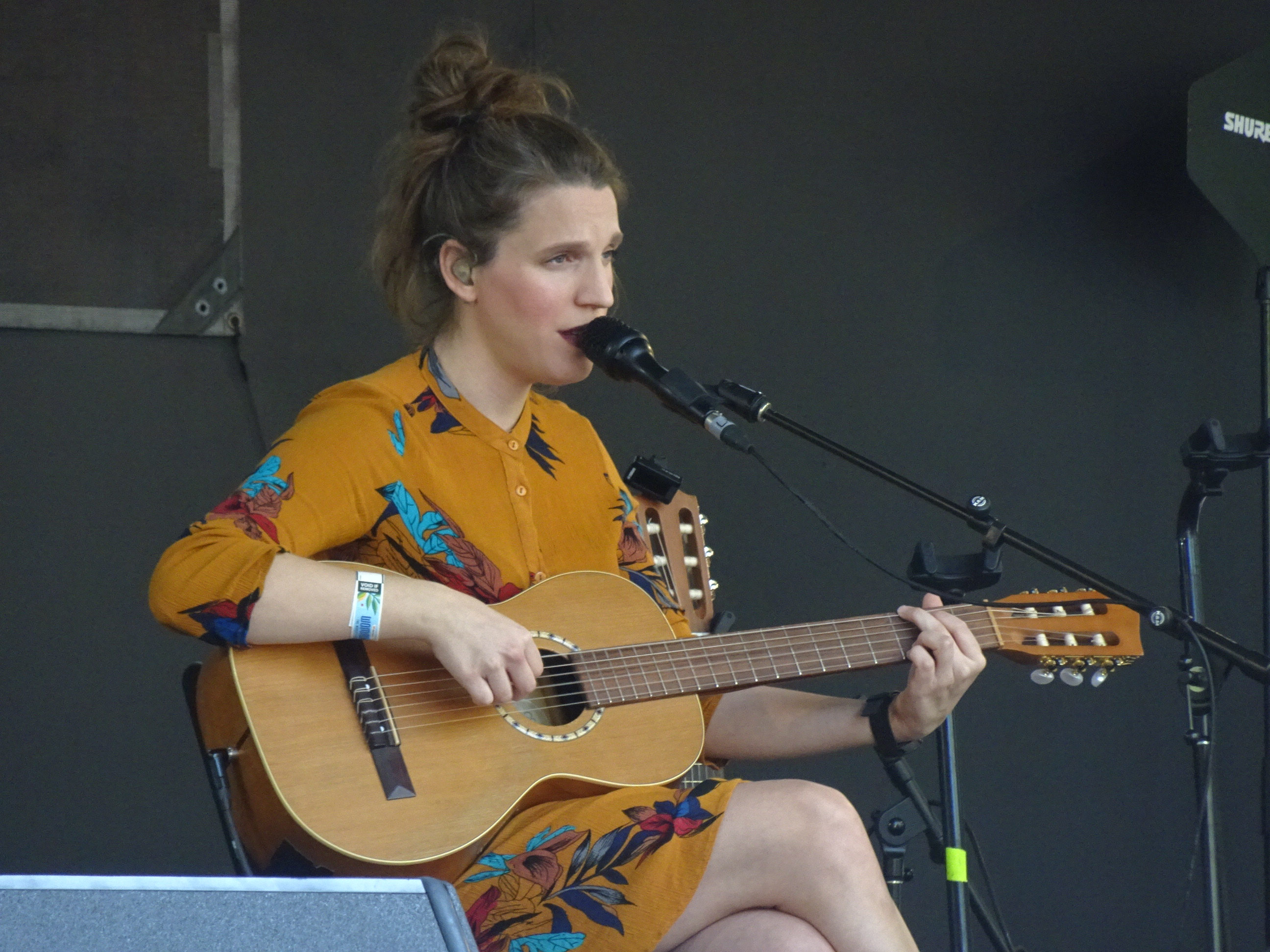
Luisa Sobral, premiada por duas vezes

aRi[t]mar é um projeto promovido pela EOI (Escola Oficial de Idiomas) de Santiago de Compostela para divulgar música e poesia e aproximar as culturas e a língua de Galiza e a língua de Portugal. O nome combina a ritmar (de ritmo) e a rimar (de rima).

## História
Começou em 2016 e inclui uma gala anual de prémios. Outras entidades que aderiram a este projeto foram o Conservatório Profesional de Música de Santiago de Compostela, a Faculdade de Filologia da Universidade de Santiago, as escolas oficiais de línguas de Lugo e Pontevedra e as escolas de ensino secundário onde se ensina Português como língua estrangeira na Galiza. Conta ainda com o apoio da Xunta de Galicia através das secretarias gerais da  Política Linguística e Cultura, a Deputación Provincial da Corunha, o Concelho de Santiago de Compostela, o Grupo de Cooperação Territorial Galiza-Norte de Portugal e o Instituto Camões.
No dia 20 de abril de 2024, os prémios aRi[t]mar chegaram à cidade portuguesa de Braga para celebrar uma nova edição da sua gala, no Auditório Espaço Vita. Será a primeira vez que esta gala se realiza em Portugal, onde o evento ambiciona ter continuidade. A gala coincidiu com o encerramento do Congresso Internacional de Estudos Galegos, que se celebrou na cidade entre os dias 17 e 20 de abril e fez parte do seu programa social. O evento consistiu numa reedição da gala 2023, na qual foram premiadas as galegas Fillas de Cassandra e Arancha Nogueira, bem como as portuguesas Retimbrar, María Isabel Fidalgo e a Associação José Afonso. Além disso, contará com a colaboração especial da cantora, acordeonista e compositora Celina da Piedade.

## Trabalhos premiados

### 2016[1]

#### poesia galega
- "O corazón" (María do Cebreiro, O deserto)
- "Engano" (Baia Fernández de la Torre, Unha viaxe de ruminantes)
- "Dezaseis" (María Lado, Oso, mamá, si?)

#### poesia portuguesa

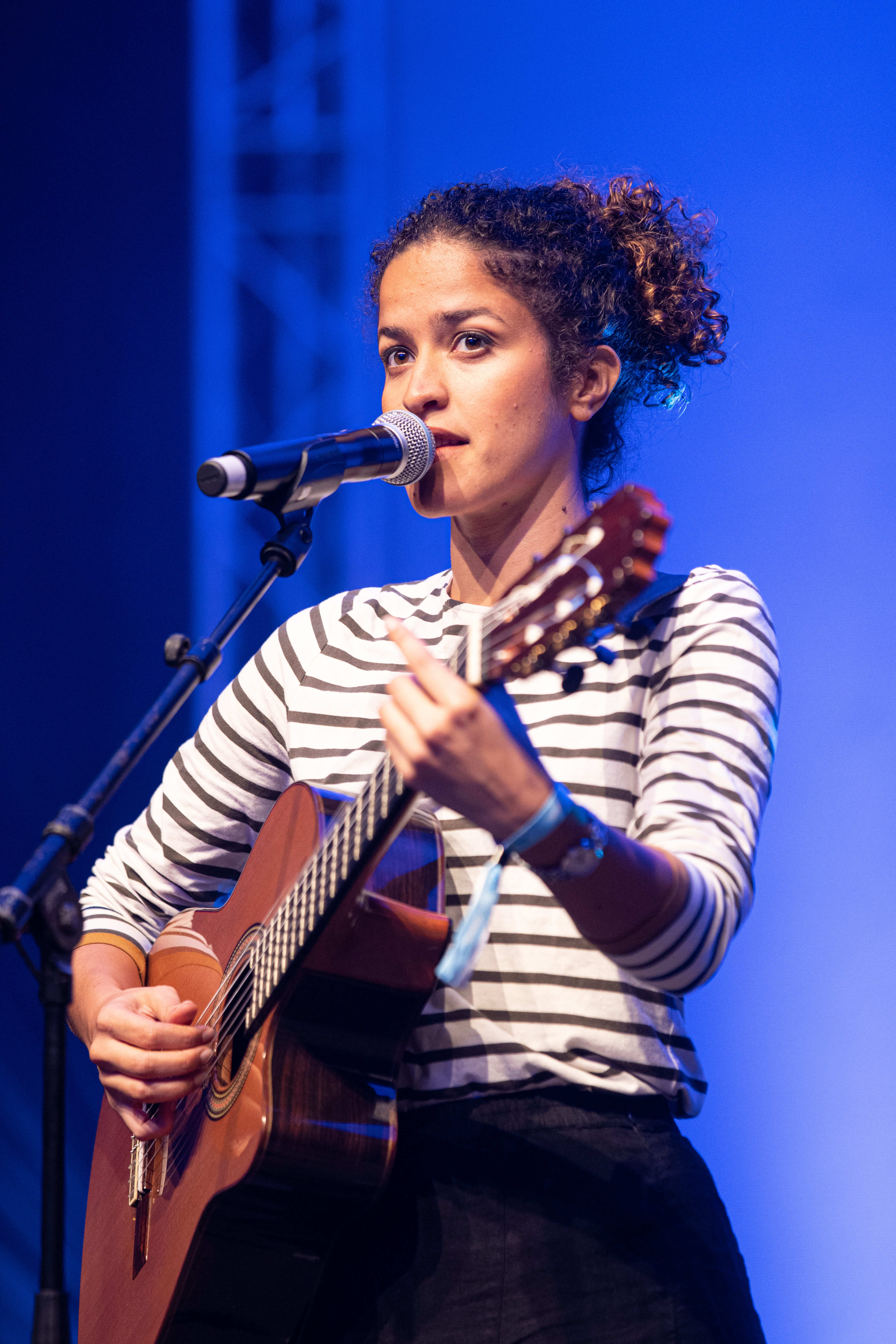
Aline Frazão, premiada em 2016

- "Não sei, minha filha..." (José Ricardo Nunes, Andar a par)
- "Eva e Lilith" (Nuno Júdice, Convergência dos ventos)
- "Não sei como dizer, e todavia" (Ana Luísa Amaral, E todavia)

#### música galega
- Cantiga da montanha (Xabier Díaz [1] & Adufeiras de Salitre) [4]
- Soa (Coanhadeira)
- Como eu canto (Sés)

#### musica portuguesa
- Medusa (Capicua)
- Irmão de Sangue (Luísa Sobral)
- Insular (Aline Frazão)

### 2017

#### poesia galega
- "Terradentro" (Paco Souto, e Caín)
- "Parque" (Rosalía Fernández Rial, Contra-acción)
- "Parir un lugar" (Olalla Tuñas, No seu despregar. Antoloxía)

#### poesia portuguesa
- "Fui a Bruges esquecer um amor" (Pedro Craveiro)
- "Tragam-me um homem que me levante com os olhos" (Cláudia R. Sampaio, Ver no Escuro)
- "Penso em ti" (Alexandra Santos, Antologia de Poesia Contemporânea “Entre o Sono e o Sonho”)

#### música galega
- "A paz esquiva" (Sés, Oponherse á extinción)
- "Chove em Galiza" (Poetarras)
- "Ecuacións" (Xoán Curiel, Ecuacións)

#### musica portuguesa
- "Faz bem falar de amor" (Quinta do Bill, Todas as estações)
- "Corzinha de verão" (Deolinda, Outras histórias)
- "Meu amor de longe" (Raquel Tavares, Raquel)

Prémio Especial do Júri à Embaixada da Amizade Galego-Portuguesa
Fran Perez Narf

### 2018[2]

#### poesia galega
- Blues do rei Bermang = B. B. King (Lois Pérez Díaz) [5]
- Arróstrasme Ítacas (Eli Ríos)
- Tira a roupa (Marta da Costa)

#### poesia portuguesa
- XXI. Com o ritmo da chuva (Alexandre Brea Rodríguez)
- Sou mulher de vestígios fáceis e dignos (Cláudia R. Sampaio)
- Aprendizagens (Ana Luísa Amaral)

#### música galega
- "Bailando as rúas" (A banda da Loba)
- "Amodiño" (De Vacas)
- "Casandra" (MJ Pérez)

#### musica portuguesa
- "Amar pelos dois" (Salvador e Luísa Sobral)
- "If You Let Me Be" (Tiago Bettencourt)
- "Tome como uma pena" ( Ana Bacalhau )

Prémio Especial do Júri à Embaixada da Amizade Galego-Portuguesa
Convergências Portugal Galiza (Braga).

### 2019

#### poesia galega[6]
- "Nas noites de luar" (Carlos da Aira)
- "No medio desta paisaxe" (Tamara Andrés)
- "Síndrome de Stendhal" (Olga Novo)

#### poesia portuguesa
- "Liberdade mais cruel" (Raquel Lima)
- "Projecto político 3: El Corte Inglés" (Filipal Leal)
- "E se fosse proibido abraçar" (José Manuel Neves)

#### música galega
- "Que non mo neguen" (Tanxugueiras)[7]
- "Fronteiras" (Guadi Galego)
- "Cultura crítica" (Nao)

#### musica portuguesa
- "Efeito do Observador" (Os Azeitonas)
- "Quem me dera" (Mariza)
- "Sem palavras" (António Zambujo)

### 2020[8]

#### música galega
- "Cólico" (Guadi Galego) [9]

#### música portuguesa

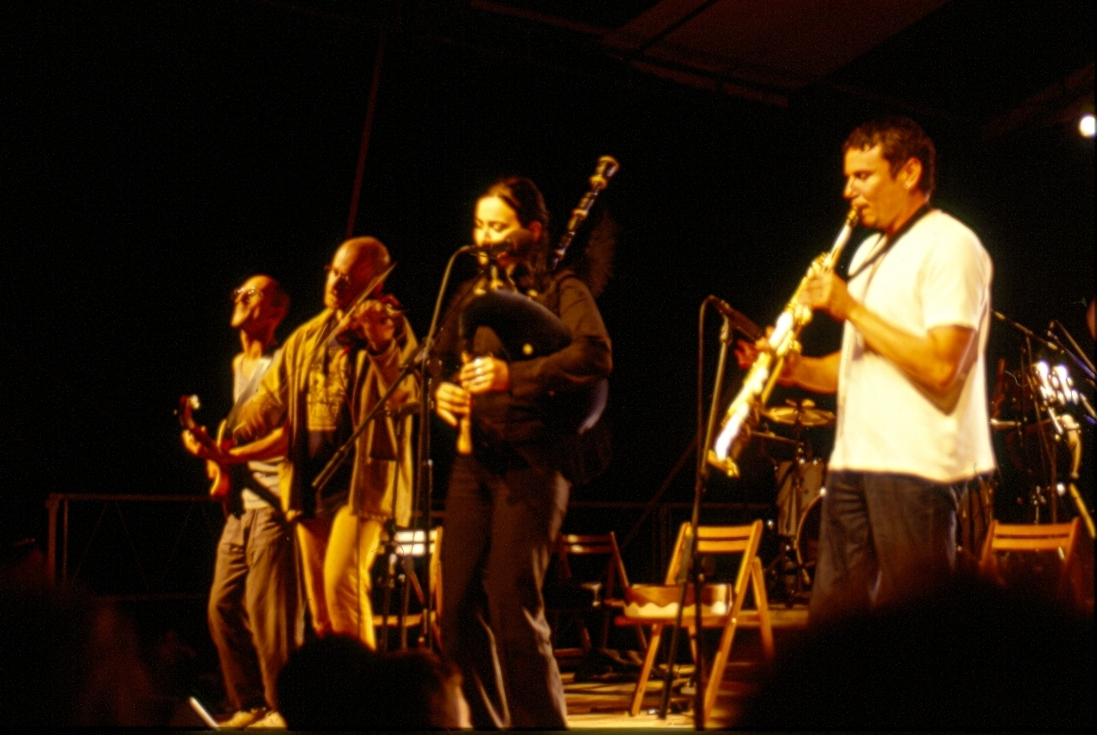
Guadi Galego, cantora e antiga membro de Berrogüetto, a tocar a gaita de fole galega

- Guadi Galego, cantora e antiga membro de Berrogüetto, a tocar a gaita de fole galega"Quase Dança" (Cláudia Pascoal)

### 2021

#### poesia galega
- "A reflexión" (Rosalía Fernández Rial, Árbores no deserto)

#### poesia portuguesa
- "O verão sabe-me bem" (Márcia, As estradas são para ir)

### 2022

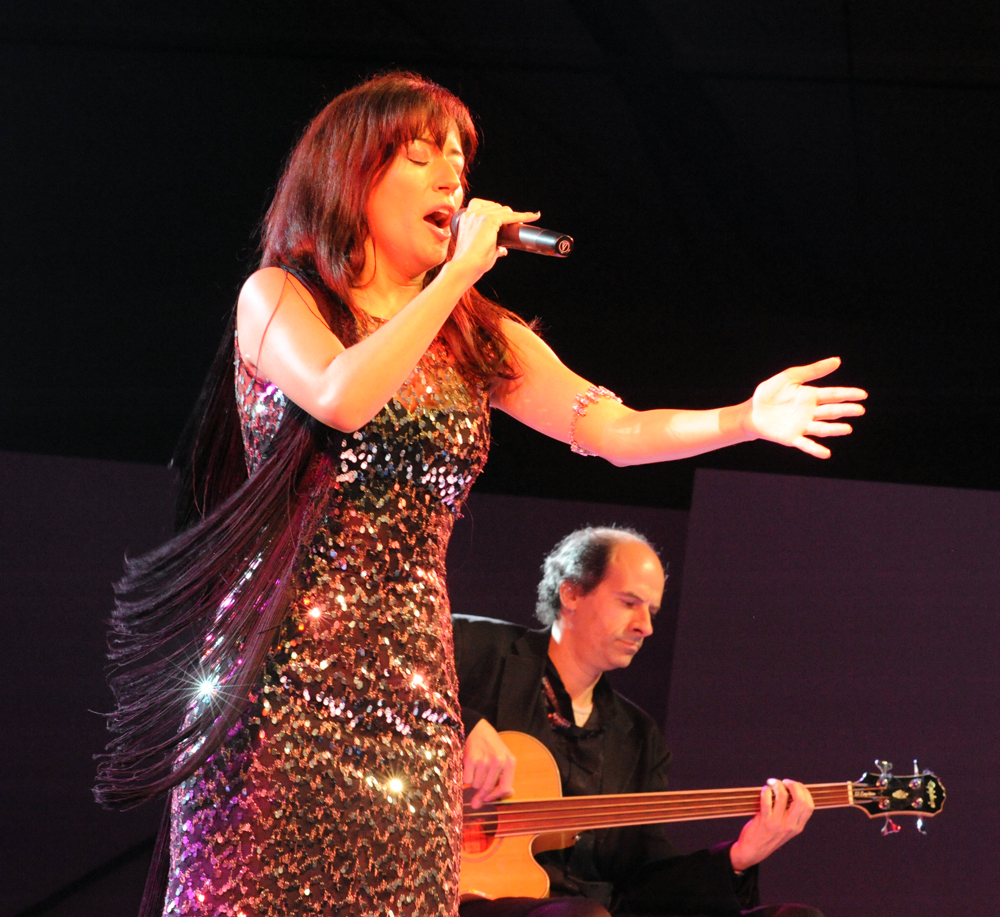
Ana Moura a cantar fado

### 2022[10][11]

#### música galega
- "Peixe"  (Xisco Feijóo)

#### música portuguesa
- "Andorinhas"  (Ana Moura)

#### poesia galega
- "Anorak de pel de caribú"

#### poesia portuguesa
- "E se eu fosse eu?"

### 2023[12][13]

#### música galega

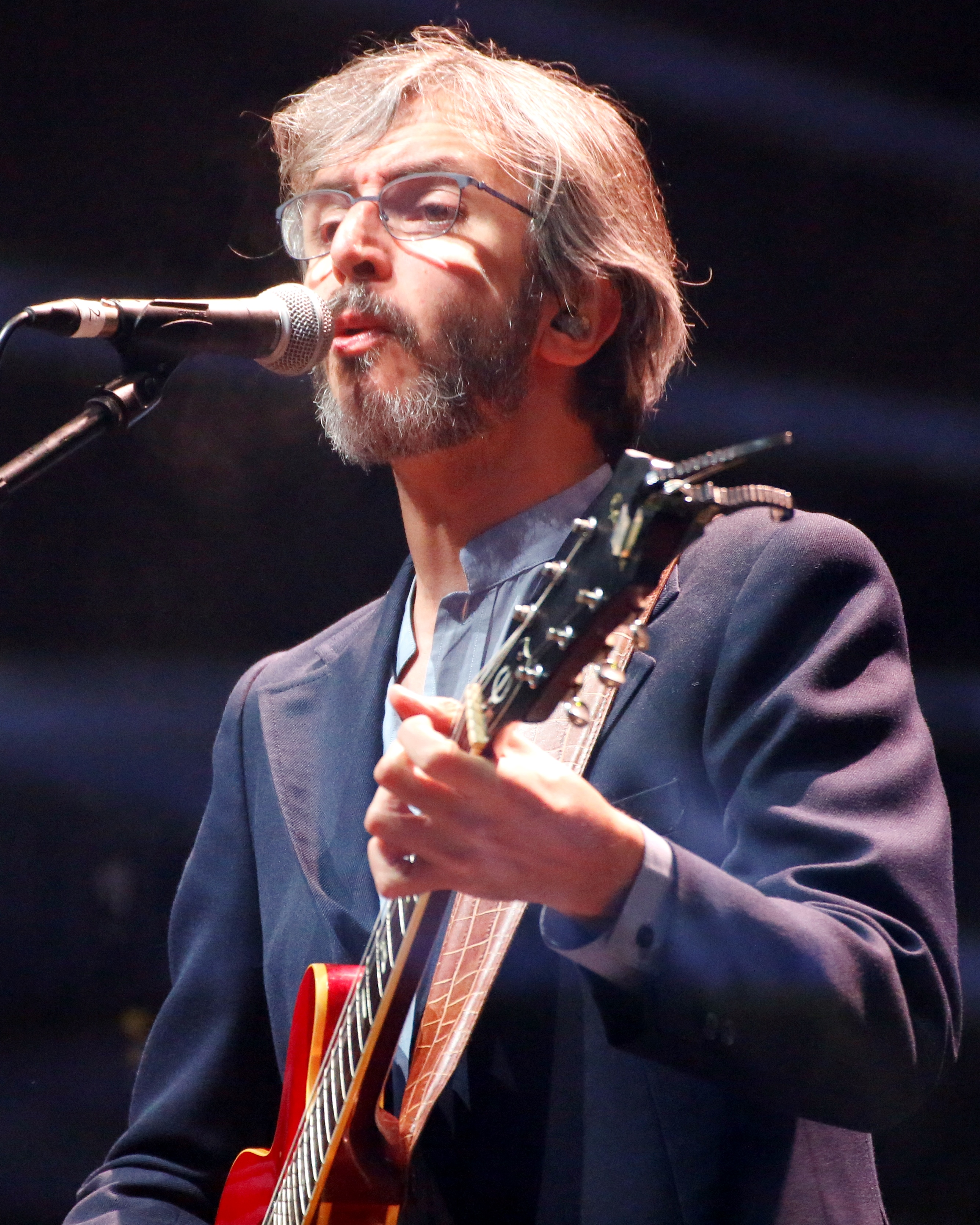
Xoel López a cantar em Palência, Castela, em 2018

- Xoel López a cantar em Palência, Castela, em 2018"II. LISÍSTRATA" (varre vasoira) (Fillas de Cassandra)
- "Para Cando Eu Morra" (SÉS)
- "Paxaro Do Demo" (Xoel López & Baiuca).

#### música portuguesa
- Maçãzinha (Retimbrar com Uxía Senlle)
- Dilúvio (A Garota Não)
- Dança de um dia normal (Miguel Araújo)

#### poesia galega[14]
- "MAMÁ fala en linguaxes de documentos predeterminados" (Arancha Nogueira)
- “Se algunha cousa queren comigo”, (Lorena Conde)
- “As amigas” (Yolanda Castaño)

#### poesia portuguesa
- "Se de repente perto fosse um verbo" (Maria Isabel Fidalgo)
- “Podia-te chamar Lisrio” (Fernando Machado Antunes)
- “Faço uma curta viagem” (Maria Teresa Dias Furtado)

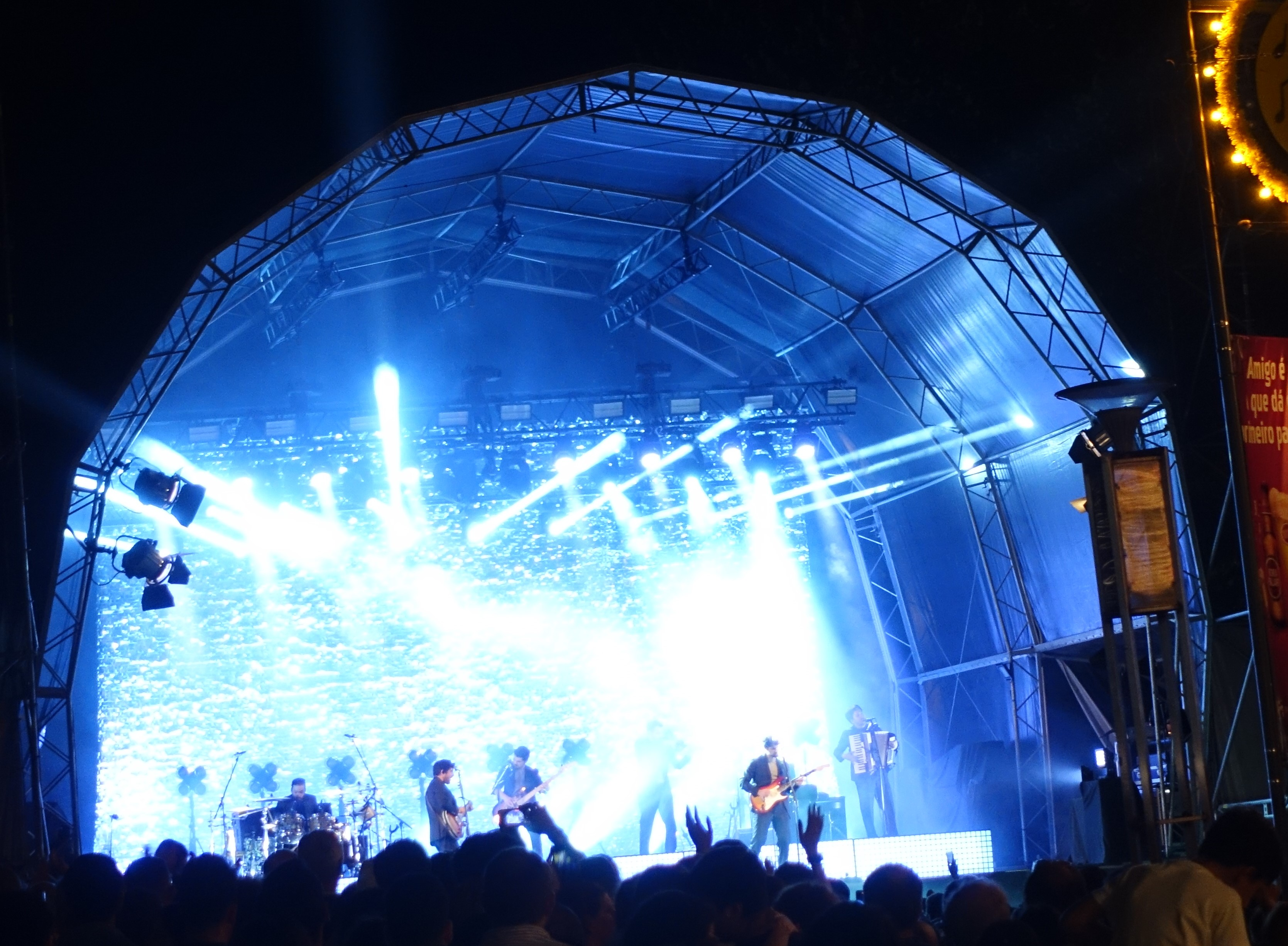
Os Quatro e Meia, concerto em Braga

### 2024[15]

#### música galega
- Morena (De Ninghures) Ganhadores
- Ai de min (Caamaño&Ameixeiras)
- Ardén (Mondra)

#### música portuguesa
- Na Escola (Os Quatro e Meia). Ganhadores
- Sagitário (Miguel Araújo)
- Saia da Carolina (Carolina Deslandes)